# Endlöser
Endlöser ist eine deutsche Rechtsrock-Band aus Bremen. Sie ging 2001 aus der Rechtsrock-Band Schlachtruf hervor.

## Bandgeschichte

### Als Schlachtruf
Zunächst unter dem Namen Endlöser 1992 gegründet, benannte man sich schließlich in Schlachtruf um. Die Band veröffentlichte insgesamt zwei Alben und eine MCD. Das Minialbum Kampf ums Überleben erschien über Funny Sounds und wurde am 16. April 1998 vom Amtsgericht Ulm bundesweit beschlagnahmt. Sänger und Hauptsongwriter Sascha gehörte dem Hammerskin-Umfeld an.

### Umbenennung in Endlöser
Zwischen 2001 und 2002 benannte sich die Band wieder in Endlöser um. Der damalige Schlagzeuger und später Sänger von Schlachtruf (Sascha) sang die ersten beiden Endlöser-Alben. Später nach seinem Ausstieg spielte er noch in anderen diversen Bands mit. 2005 zog Lohei nach Köln, so dass Endlöser sich für mehrere Jahre auflösten. Mitglieder der Gruppe spielten daraufhin bei der Band Endstufe, die zu den ältesten aktiven Rechtsrock-Gruppen Deutschlands zählt. Allerdings kehrte Endlöser 2007 zurück. Endlöser veröffentlichten zwischen 2002 und 2011 insgesamt sechs Alben, ein Livealbum und eine Best-of-CD sowie eine Split-CD, von denen sechs Alben von der Bundesprüfstelle für jugendgefährdende Medien indiziert wurden.
Am 20. März 2012 wurde Loheis Wohnung in Köln durchsucht. Hintergrund waren die Texte der Endlöser-CD Wir geben Gas, die volksverhetzenden Charakter haben. Das Album wurde am 26. Juni 2007 vom Amtsgericht Bremen bundesweit beschlagnahmt. Lohei geriet in interne Streitigkeiten mit der Bremer Neonazi-Szene, die dazu führten, dass er Endlöser nun als Soloprojekt weiter betreibt. Das Album 18 erschien daher auch 2012 in Eigenproduktion mit Unterstützung zweier Musiker von Strafmass und Reichswehr. Obwohl Lohei wohl nicht mehr zu den Bremer Hammerskins gehört, befinden sich Symbole der rechtsextremen Skinhead-Organisation im Beiheft des Albums.

## Ideologie
Endlöser standen von Beginn an dem Nationalsozialismus nahe. Alleine der Bandname ist eine offene Anspielung auf die sogenannte Endlösung der Judenfrage, also den Plan der Nationalsozialisten, alle Juden Europas und darüber hinaus zu ermorden. Die Tonträger enthalten zum Teil volksverhetzende Liedtexte mit positivem Bezug zum Nationalsozialismus bis hin zur Verharmlosung des Holocausts. So hat das Album Wir geben Gas nicht nur einen provokanten Titel, auf dem Cover sind außerdem Verbrennungsöfen zu sehen, die an die Krematorien der Konzentrationslager erinnern. Bereits Schlachtruf hatten neonazistische Texte. So veröffentlichten sie 1998 mit Friedensflieger ein Lied, das Rudolf Heß gewidmet war.
Neben den Verbindungen zu den Bremer Hammerskins unterstütze die Band außerdem die rechtsextreme Gruppierung Brigade 8.

## Diskografie

### Als Schlachtruf
- 1995: Weiße Krieger (Funny Sounds Records)
- 1997: Kampf ums Überleben (Funny Sounds Records) (beschlagnahmt)
- 1998: Über Nacht (Hanse Records)

### Als Endlöser
- 2002: Für Deutschland… (Ohrwurm Records) (indiziert)[10]
- 2003: Nationale Familie (Ohrwurm Records) (indiziert)[11]
- 2004: Zurück von den Toten (White Revolution Records) (indiziert)[12]
- 2004: Unser Kampf (Split-CD mit Kampfhandlung, PC-Records) (indiziert)[13]
- 2006: Live (Gjallarhorn Klangschmiede)(indiziert)[14]
- 2006: Wir geben Gas!!! (V7 Records)
- 2009: E. vs. Antifa (Whitenoise Records)
- 2011: Skinheads der alten Garde (Moloko Plus Versand)
- 2012: 18 (Eigenproduktion) (indiziert)[15]
- unbekanntes Jahr: Best Of (White Revolution Records) (indiziert)[16]